# جيمس بيرسون (لاعب كرة قدم)
جيمس بيرسون (بالإنجليزية: James Pearson)‏ (1905 في المملكة المتحدة - 24 يناير 1962 في المملكة المتحدة) هو لاعب كرة قدم بريطاني (وحمل سابقاً جنسية المملكة المتحدة لبريطانيا العظمى وأيرلندا) في مركز الدفاع. لعب مع أشتون يونايتد ونادي نيلسون ونادي رانكورن هالتون وHeywood F.C. ‏ وNewark Town F.C. ‏.